# Sumsa
Sumsa eller Sumsajärvi är en sjö i Finland. Den ligger i kommunen Sotkamo i landskapet Kajanaland, i den centrala delen av landet, 500 km norr om huvudstaden Helsingfors. Sumsa ligger 162,7 meter över havet. Den är 9,7 meter djup. Arean är 3,97 kvadratkilometer och strandlinjen är 20,53 kilometer lång. Sjön  ingår i Uleälvens huvudavrinningsområde. 